# Joshua Sinclair
Pour les articles homonymes, voir Sinclair.
Joshua Sinclair est un scénariste, acteur, producteur et réalisateur américain né le 7 mai 1953 à New York.

## Filmographie

### comme scénariste
- 1975 : Prima ti suono e poi ti sparo
- 1976 : Keoma
- 1977 : Treize femmes pour Casanova (Casanova & Co.)
- 1979 : C'est mon gigolo (Schöner Gigolo, armer Gigolo)
- 1979 : The Golden Lady
- 1981 : Lili Marleen
- 1984 : The Biko Inquest (TV)
- 1986 : Shaka Zulu (feuilleton TV)
- 1987 : Shaka Zulu
- 1988 : Judgment in Berlin
- 1989 : Nowhere to Run
- 1993 : Jonathan degli orsi
- 1993 : Der Fall Lucona
- 1995 : Soweto Green
- 1995 : Pleure, ô pays bien-aimé (Cry, the Beloved Country)
- 2001 : Chungkai, le camp des survivants (To End All Wars)
- 2001 : Shaka Zulu: The Citadel (TV)
- 2008 : Jump
- 2008 : Majesty
- 2008 : Rabbi Paul
- 2008 : Broken Idyll
- 2009 : Through a Glass, Darkly
- 2009 : Das Morphus-Geheimnis
- 2010 : All Tomorrow's Parties

### comme acteur
- 1971 : Forza G
- 1971 : La lunga spiaggia fredda
- 1971 : Lady Frankenstein, cette obsédée sexuelle (La figlia di Frankenstein) : John
- 1972 : L'Assassinat de Trotsky (The Assassination of Trotsky) : Sam
- 1973 : L'Ère des Médicis (L'età di Cosimo de Medici) (TV) : Branduardi
- 1974 : Descartes (Cartesius) (TV) : Brandaccio
- 1976 : Keoma : Sam Shannon
- 1976 : Le Messie (Il Messia) : Guardia Romana
- 1976 : Big Racket (Il grande racket) d'Enzo G. Castellari : Rudy le Marseillais
- 1977 : Action immédiate (La via della droga) : Gianni, the boss
- 1977 : Une poignée de salopards (Quel maledetto treno blindato) : Marshall
- 1977 : La Proie de l'autostop (Autostop rosso sangue) : Oaks
- 1981 : La Mort au large (L'ultimo squalo) : Mayor Wells
- 1982 : Les Guerriers du Bronx (1990: I guerrieri del Bronx) : Ice
- 1985 : John and Yoko: A Love Story (TV) : George Martin
- 1987 : Hangmen : Philippe Fosterlan
- 1988 : Judgment in Berlin : Alan Sherman
- 2001 : Shaka Zulu: The Citadel (TV) : Father Aaron

### comme producteur
- 2001 : Shaka Zulu: The Citadel (TV)
- 1979 : The Golden Lady
- 1986 : Shaka Zulu (feuilleton TV)
- 1987 : Shaka Zulu
- 1988 : Judgment in Berlin
- 2001 : Shaka Zulu: The Citadel (TV)
- 2008 : Jump

### comme réalisateur
- 1986 : Shaka Zulu (feuilleton TV)
- 1987 : Shaka Zulu
- 2008 : Jump
- 2018 : A Rose in Winter

### comme metteur en scène
- Turando - réalisateur/La Scala, Milan //
- Three Sisters - réalisateur/National Theater, London //
- The Passion Play - réalisateur/National Theater //
- A Long Days Journey Into Night - réalisateur/New York Ensemble //
- A Streetcar Named Desire - réalisateur/New York Ensemble //
- Romeo and Juliet - réalisateur/Odeon Theater //
- Who Killed Kowalski? - auteur, réalisateur, coproducteur/New York Ensemble //

## Distinctions

### Nominations
- United Nations Anti-Apartheid Congress, Commedation for work against Apafrtheid, 1987
- Premiere of Shaka Zulu: Egyptian Theater, Commedation: Sen. Feinstein, US Senate, 2002
- Premiere of Shaka Zulu: Egyptian Theater, NAACP Award for Excellence, 2000
- Premiere of Shaka Zulu: Egyptian Theater, Congressional Commendation from Diane Watson, 2002
- Premiere of Shaka Zulu: Egyptian Theater, Commendation from County of Los Angeles, 2002
- Opening of Shaka Zulu The Citadel, Commedation from Zulu MP Mangosuthu Buthelezi, 2002
- Actors Against Apartheid, United Nations Commendation , 1987
- Shanghai Film Festival, Best Feature Film (Jump), 2007, Runner-up
- Oscar du meilleur film étranger (Le Jardin des Finzi-Contini), 1972
- Image Award, Outstanding Motion Picture (CRY, THE BELOVED COUNTRY), 1996
- Cambridge University, Commendation for Series of Lectures on Theology, 2003
- Vatican, Rome, Papal Commendation for Ministry in India, 1994
- Vatican, Rome, Papal "Placet" for Screenplay on Fatima, 1999